# Bakkie
Bakkie è un comune (ressort) del Suriname di 541 abitanti sulla costa dell'Oceano Atlantico.
Bakkie venne fondata nel 1902 dopo che le piantagioni di caffè furono comprate dal governo olandese e distribuite ai coloni.
Il Museo di Bakkie, situato nella frazione di Reyns ha un'importante collezione di manufatti che risalgono alla fondazione del comune.
Bakkie prende il nome da un tipo di tazza usata per il caffè.